# Наталия Малишева
Наталия Владимировна Малишева (12 декември 1921 г., Феодосия – 4 февруари 2012 г.) – участничка във Великата отечествена война, съветска конструкторка на ракетни двигатели, по-късно – монахиня Адриана.

## Биография
Н. В. Малишева е родена в Крим, в семейството на земски лекар. От дете се занимава с плуване и гимнастика, ски и стрелба. Завършила е курсове за медицински сестри и е преминала ГТО стандартите. След училище Н. Малишева постъпва в Московския авиационен институт.
През 1941 г. тя отива на фронта. Служила е в дивизионното разузнаване във Волоколамското направление. През юни 1942 г. е изпратена на 3-месечен курс в разузнавателната школа в Гиреево. След тях служи в армейското разузнаване на 16-а армия (2 формирования), командвана от Константин Рокосовски. След година и половина на фронта е ранена в битка; след хоспитализация е прехвърлена да служи в щаба на минохвъргачна бригада, в която участва в Сталинградската битка. От 1943 до 1945 г. тя служи в отдела за снабдяване с гориво на щаба на 2-ри Балтийски и Ленинградски фронт.
Завършва войната като лейтенант на административната служба.
След Победата до 1949 г. служи в Полша, в Горна Силезия. През 1949 г. е прехвърлена в Потсдам и се издига до чин капитан.
След като напуска армията, веднага се завръща в Московския авиационен институт за третата си година. Завършва и започва работа като разпределителен конструктор на ракетни двигатели в NII-88 в Подипки (сега Корольов). Наталия Владимировна работи в тази област от 35 години. Инженер-конструктор Малишева участва в създаването на двигатели за маневриране и спиране в орбита на първите балистични ракети и космически кораби. включително за Восток на Юрий Гагарин. Тя е единствената жена в държавната комисия за изпитания на ракетни системи. Н. В. Малишева участва в създаването на двигатели за зенитно-ракетната система С-75 на Пьотър Грушин. За този двигател тя е наградена с орден. Удостоена е с военно звание майор.
След като се оттегля, помага в подворието на Свето-Успенския Пюхтицки манастир в Москва и остава да служи като монахиня, приемайки монашески обети под името Адриана. Майка Адриана става лауреат на международната награда „За вяра и вярност“, учредена от фондация „Свети Андрей Първозвани“.

## Награди
Наградена е със следните медали и ордени:
- Орден на Отечествената война 2-ра степен (3 ноември 1985);
- Орден на Червената звезда (30 юни 1945 г.);
- Два ордена „Знак на честта“;
- Медал „За военни заслуги“ (29 април 1945 г.);
- Медал „За отбраната на Москва“;
- Медал „За отбраната на Сталинград“.

Лауреат е и на Международната награда на св. Андрей Първозвани „За вяра и вярност“.